# ایست مانی
ایست مانی (انگلیسی: East Money) شرکت خدمات مالی چینی است، که در سال ۲۰۰۹ تأسیس شد.